# Saropogon lamperti
Saropogon lamperti là một loài ruồi trong họ Asilidae. Saropogon lamperti được Becker miêu tả năm 1906. Loài này phân bố ở vùng Cổ Bắc giới.